# Texas Blues
Der Texas Blues ist einer der drei regionaltypischen Stile des Country Blues. Obwohl stilistisch weniger einheitlich als Piedmont Blues und Delta Blues, war er durch den frühen und großen Erfolg seiner bekanntesten Vertreter, allen voran Blind Lemon Jefferson, von historisch großer Bedeutung.

## Geschichte
Anders als der Delta Blues und der Piedmont Blues war der Texas Blues kein Stil, der aus einer regional gewachsenen Tradition entstand, da die texanische Bevölkerung sich erst seit Mitte des 19. Jahrhunderts durch Zuzug und Immigration von Menschen unterschiedlicher kultureller Hintergründe konstituiert hatte. Eine uniform regionale Stilistik wie im Delta Blues oder dem Piedmont Blues lässt sich im Texas Blues daher nicht erkennen.
Von besonderer Bedeutung war der Erfolg von Blind Lemon Jefferson. Jefferson bekam 1926 als erster Country Blues-Musiker die Gelegenheit, seine Musik aufzunehmen. Zu dieser Zeit war der Markt für die sogenannten race records noch beherrscht vom Vaudeville Blues, geschulten Sängerinnen mit Orchestern als Begleitung. Jeffersons Platten, mit einem deutlich rauheren Stil und einfacher Gitarrenbegleitung, verkauften sich zur Überraschung der Plattenfirmen in allen Staaten des amerikanischen Südens ausnehmend gut. Sie lösten den Durchbruch des Country Blues aus, als Plattenfirmen begannen, den amerikanischen Süden nach weiteren Interpreten zu durchsuchen. Bis zu seinem Tod 1929 blieb Jefferson der kommerziell erfolgreichste und einflussreichste Vertreter des Country Blues.
Bekannte Vertreter des Texas Blues sind neben Jefferson Texas Alexander, Leadbelly und Blind Willie Johnson. Insbesondere Johnsons Slidegitarrenstil war im gesamten Süden von großem Einfluss. Jeffersons Schüler T-Bone Walker ebnete in den 1940ern den Weg für die elektrisch verstärkte Gitarre im Blues und beeinflusste damit die Entstehung des R&B und, in weiterer Folge, die der Rockmusik maßgeblich.

## Wichtige Vertreter
- Blind Lemon Jefferson
- Texas Alexander
- Leadbelly
- Blind Willie Johnson
- Lonnie Johnson
- T-Bone Walker
- Ramblin’ Thomas
- Lightnin’ Hopkins
- Mance Lipscomb